# 't Poeltje
De molen  't Poeltje (officiële naam: Klaas Hennepoelmolen) in Warmond is een in 1787 gebouwde kleine poldermolen die tot 1924 dienst heeft gedaan. De molen had een vijzel die het water wel twee meter omhoog moest brengen. In 1957 is de molen onttakeld en in gebruik genomen als zomerhuisje. De molen raakte daarna steeds sterker in verval, totdat er niet veel meer restte dan een ruïne. Pas nadat 't Poeltje was aangewezen als rijksmonument kon de Rijnlandse Molenstichting, die de molen al sinds 1979 in erfpacht had, pas iets ondernemen om deze kleine, maar sierlijke molen te behouden. In 2005 is de molen herbouwd en draaivaardig gemaakt. Op 10 juni 2006 was de restauratie voltooid. Bij de restauratie is een koningsspil aangebracht zodat het molentje eventueel in de toekomst weer een functie kan krijgen. Vanuit Oegstgeest is nieuwbouw tot vlak bij 't Poeltje opgerukt en de naar verhouding te hoge huizen pal naast de molen hebben de molenbiotoop en de landschappelijke waarde ervan behoorlijk aangetast.
De laatste eigenaar van de molen, de familie Zwetsloot, heeft in hoge mate bijgedragen aan het behoud van 't Poeltje.
De molen heeft de status rijksmonument. 't Poeltje is te bezichtigen wanneer de molen draait.